# Zosterops chloronothos
Zosterops chloronothos là một loài chim trong họ Zosteropidae.

## Gallery

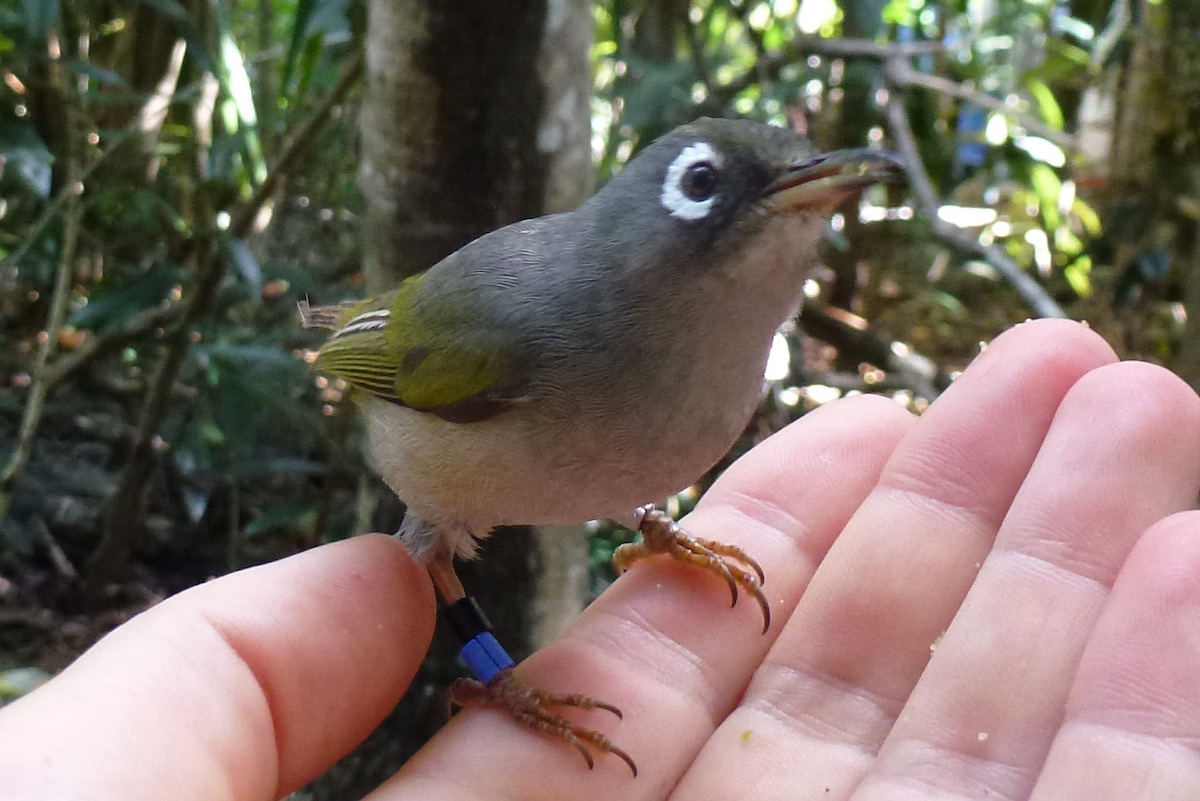
Male on hand
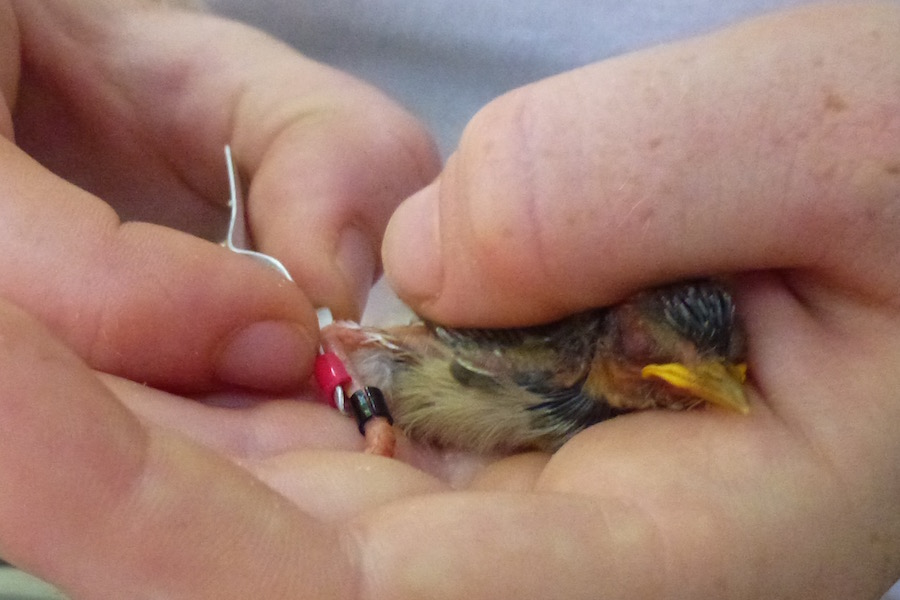
Nestling gets ringed in the bird monitoring program
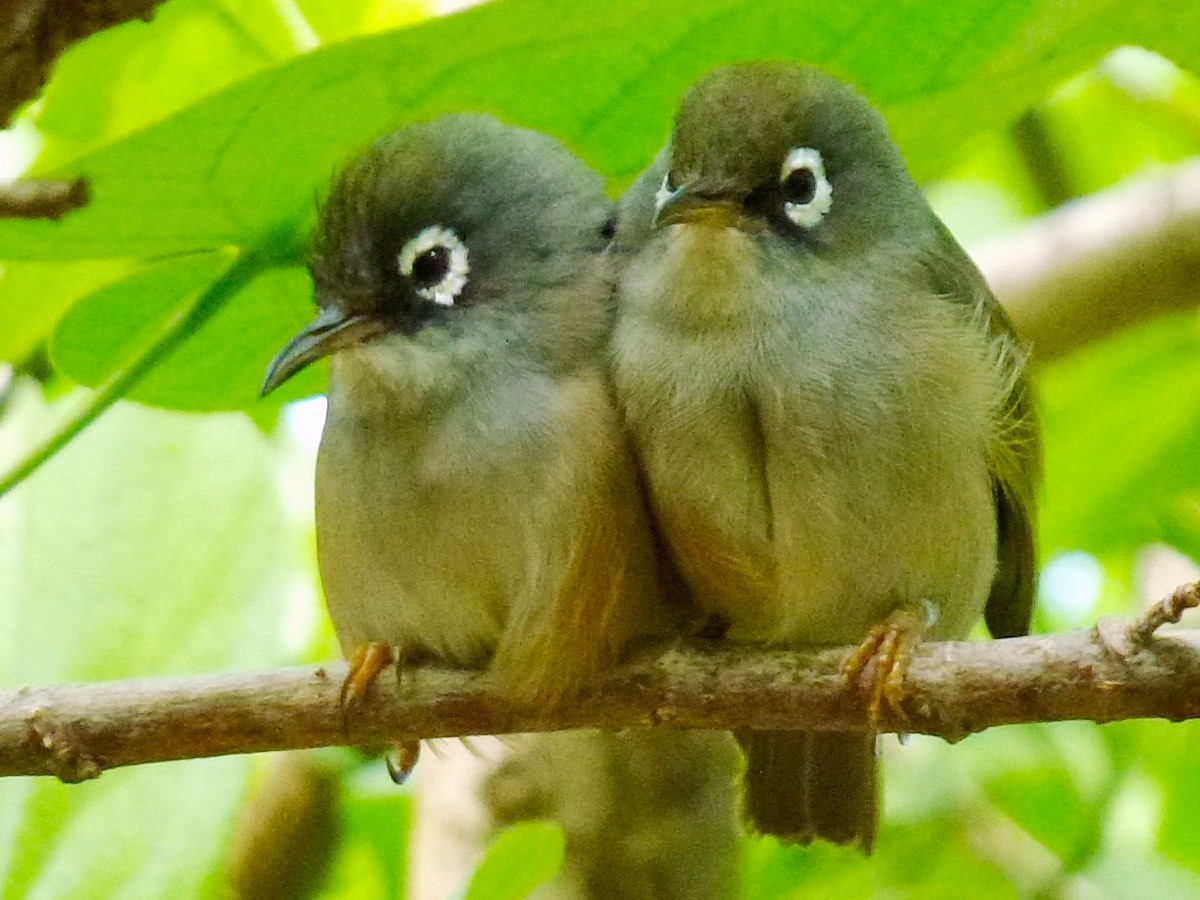
pair
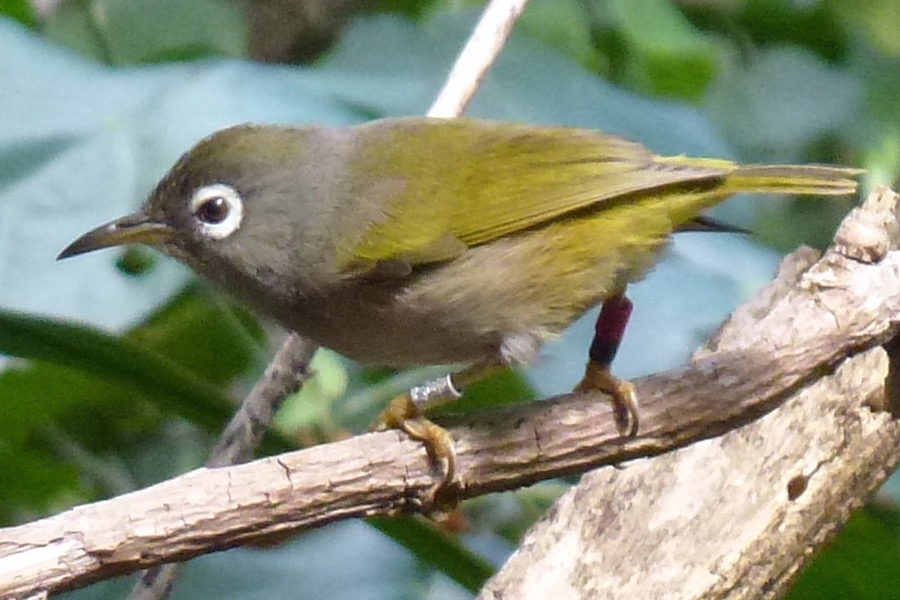
juvenile